# Dermogenys
Chi Cá lim kìm hay Dermogenys là một chi cá trong họ Zenarchopteridae. Trong số chúng có loài Dermogenys pusilla được nuôi thông dụng để làm cảnh.

## Các loài
Có 12 loài được ghi nhận trong chi này
- Dermogenys bispina A. D. Meisner & Collette, 1998
- Dermogenys brachynotopterus (Bleeker, 1853)
- Dermogenys bruneiensis A. D. Meisner, 2001
- Dermogenys burmanica Mukerji, 1935
- Dermogenys collettei A. D. Meisner, 2001
- Dermogenys orientalis (M. C. W. Weber, 1894)
- Dermogenys palawanensis A. D. Meisner, 2001
- Dermogenys pusilla Kuhl & van Hasselt, 1823 (Wrestling halfbeak)
- Dermogenys robertsi A. D. Meisner, 2001
- Dermogenys siamensis Fowler, 1934
- Dermogenys sumatrana (Bleeker, 1854)
- Dermogenys vogti Brembach, 1982